# Paul Bocuse

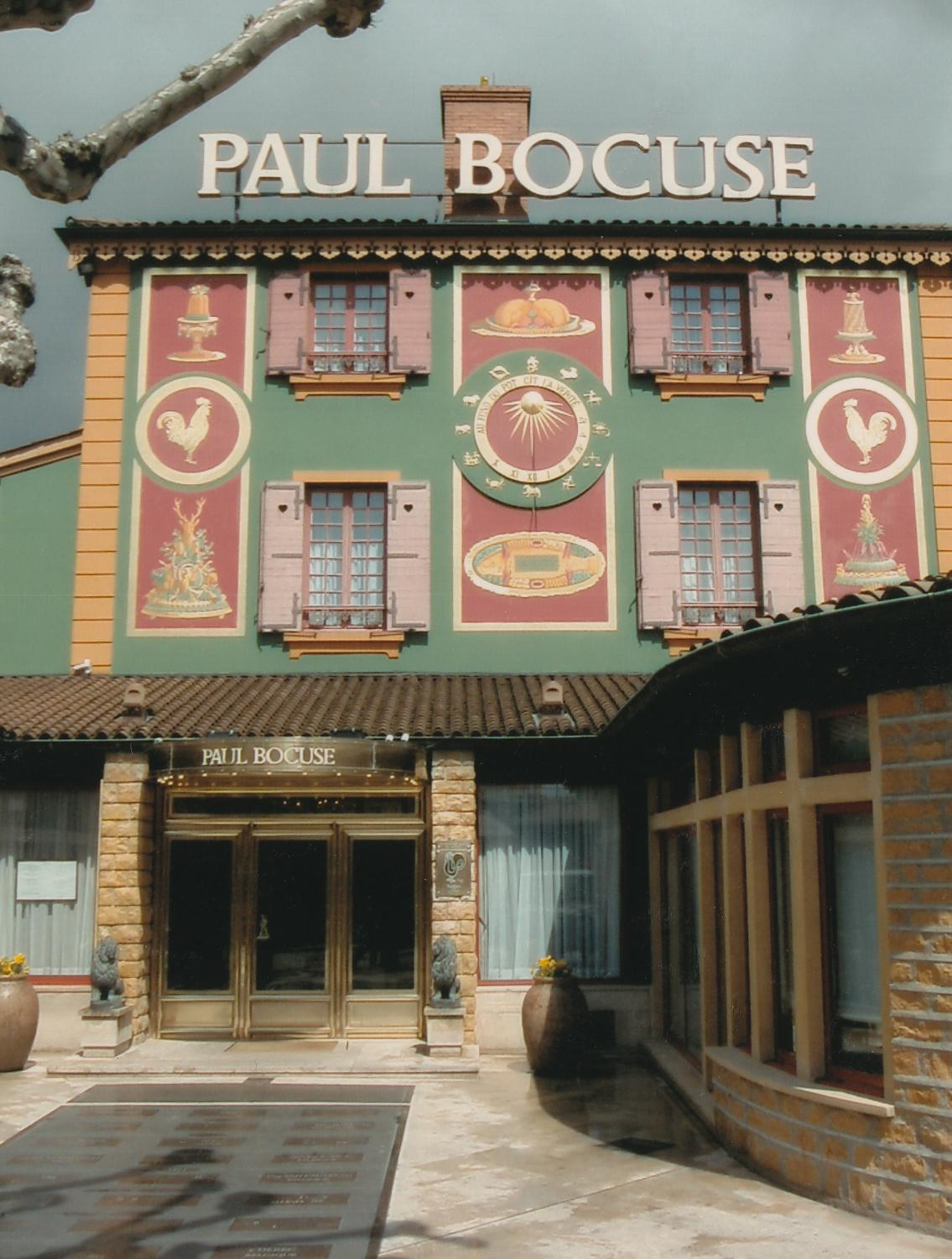
Ristorante di Paul Bocuse

Paul Bocuse (Collonges-au-Mont-d'Or, 11 febbraio 1926 – Collonges-au-Mont-d'Or, 20 gennaio 2018) è stato un cuoco e gastronomo francese, considerato uno dei più grandi cuochi del XX secolo e della storia della cucina mondiale.

## Biografia
Figlio unico di Georges Bocuse (1901-1959) e di Irma Roulier (1905-1982), proveniva da un'antica famiglia di cuochi risalente al XVII secolo.
Per lui la cucina fu un'autentica ragione di vita: la innovò dando origine, con un gruppo di altri cuochi francesi, al "fenomeno" della Nouvelle cuisine.
Con l'edizione della Guida Michelin 2015, è stato l'unico Chef ad essere riuscito a mantenere 3 stelle, la valutazione massima della guida, consecutivamente per 50 anni per il suo ristorante di Collonges-au-Mont-d'Or, che aveva ereditato dal nonno paterno Joseph Bocuse (1869-1942) e che verrà poi unito all' Hôtel du Pont, di proprietà dei nonni materni, François Roulier e Françoise Chambon, situato a 400 metri di distanza. Nel 1936, i genitori si installarono all'interno dell'hotel che divenne L’Auberge du Pont, dove il giovanissimo Paul avrebbe quindi mosso i primi passi nel campo della cucina.
Fra i suoi più illustri commensali si annoverano Charles de Gaulle e Valéry Giscard d'Estaing, per il quale Bocuse creò il celebre consommé di manzo al tartufo nero. 
Paul Bocuse morì a 91 anni, il 20 gennaio 2018, per le complicazioni della malattia di Parkinson, nella casa dove era nato.

## Vita privata
Nel 1946 sposò Raymonde Duvert: la coppia ebbe nel 1947 una figlia, Françoise, divenuta poi moglie del celebre pasticciere Jean-Jacques Bernachon. 
Nel 1969 gli nacque un figlio maschio, Jérôme, riconosciuto tale da lui solo molti anni dopo. La madre di Jérôme era direttrice di una clinica. Jérôme, avvicinatosi in seguito al padre, svolgerà la sua stessa professione per poi prendere le redini dei ristoranti americani della catena Bocuse.